# O Que Eu Te Ponho
"O Que Eu Te Ponho" é uma canção do grupo de música pop brasileiro Dominó, incluída em seu álbum autointitulado de 1992. A faixa foi lançada como primeiro single, após "Leilão", do álbum Dominó de 1990, e marca o primeiro lançamento do grupo após a saída de de Afonso Nigro e Nil, que foram substituídos por Ítalo e Rodrigo Faro e se juntaram a Marcelo e Marcos.
Trata-se de uma versão em português feita por Edgard Poças, da salsa original intitulada "Que te la Pongo", do grupo de música pop mexicano Garibaldi. A música faz parte do álbum de estreia do Garibaldi, lançado em 1990, que recebeu o mesmo nome da música no título. De a cordo com diversos veículos de imprensa, é uma das canções mais bem sucedidas e conhecidas do grupo.
De acordo com Ana Erickson, do site Old Time Music, além de sua representação do amor e do desejo, "Que Te la Pongo" transmite uma mensagem de crescimento pessoal e libertação. Segundo ela, a canção encoraja as pessoas a se libertarem das expectativas e normas sociais, e a viverem autenticamente sem medo de julgamento ou rejeição.
A versão do Dominó dividiu os críticos especializados em música. Enquanto Ivanir Fernandez Xavier, do jornal paulista A Tribuna, considerou a canção um dos destaques do álbum, Gilberto de  Abreu, do jornal O Fluminense, afirmou que a música não era a melhor do LP e nem a ideal para ser lançada como single.
Como forma de divulgação foi feito um videoclipe para a canção ainda em 1992.
Em 2013, o jornalista do site R7 criou uma lista de canções que se fossem lançadas na contemporaneidade seriam consideradas "proibidões", e incluiu "O Que Eu Te Ponho", escrevendo que com um grupo de meninos com carinha de bonzinhos cantando que "vai por" e "você vai gostar" a música parece bonitinha. No entanto, ele afirmou que se você colocasse Os Hawaianos interpretando essa mesma música hoje em dia seria considerado um funk proibidão na certa.

## Lista de faixas
- Créditos adaptados do single de "O Que Eu Te Ponho".[13]

### Single 12"
Lado A
| N.º | Título                                | Compositor(es)                          | Duração |  |
| 1.  | "O Que Eu Te Ponho (Que Te La Pongo)" | Mau Mau, Plinta, versão de Edgard Poças |         |  |

Lado B
| N.º | Título                                | Compositor(es)                          | Duração |  |
| 1.  | "O Que Eu Te Ponho (Que Te La Pongo)" | Mau Mau, Plinta, versão de Edgard Poças |         |  |